# 11949 Kagayayutaka
11949 Kagayayutaka este un asteroid din centura principală de asteroizi.

## Descriere
11949 Kagayayutaka este un asteroid din centura principală de asteroizi. A fost descoperit pe 19 septembrie 1993 la Kitami de Kin Endate și Kazuro Watanabe. Asteroidul prezintă o orbită caracterizată de o semiaxă mare de 3,09 ua, o excentricitate de 0,18 și o înclinație de 7,6° în raport cu ecliptica.